# Fiat 20-30 HP
Fiat 20-30 HP a fost un autoturism produs de Fiat între anii 1908 și 1910.
Vehiculul era echipat cu un motor în patru cilindri având o cilindree de 4939 cm³, care genera o putere de 35 CP la 1.400 rpm. Viteza maximă atinsă varia între 70 și 75 km/h.
Transmisia era asigurată de o cutie de viteze manuală cu patru trepte. Sistemul de frânare principal era montat pe arborele de transmisie, iar frâna de staționare acționa asupra roților din spate. Aprinderea era realizată prin intermediul unui magnet.